# Ángel Matos
Pour les articles homonymes, voir Matos.
Ángel Valodia Matos Fuentes est un taekwondoïste cubain né le 24 décembre 1976 à Holguín.

## Carrière sportive
En 2000, aux Jeux olympiques de Sydney, il a remporté la médaille d'or dans la catégorie des moins de 80 kg. Aux Jeux Panaméricains de 2007, il a remporté une médaille d'or dans la catégorie des moins de 80 kg.  
Le 18 juillet 2024, Angel Matos vend sa médaille d’or de taekwondo remporté lors des JO de Sidney à 51 620 dollars  lors d’une vente aux enchères organisée par la firme américaine RR Auction invoquant des difficultés économiques liée au manque de soutien financier de l'Etat cubain. 

## Controverses
Lors des Jeux Olympiques de Pékin en 2008 à la suite du combat pour la médaille de bronze dans la catégorie des +80 kg contre Arman Chilmanov, il assène un coup de pied à la tête de l'arbitre. La WTF a aussitôt réuni un conseil de discipline extraordinaire qui décide  d'exclure à vie Angel Matos et son entraîneur  des compétitions organisées par la fédération internationale « pour « violation caractérisée de l'esprit du taekwondo et des Jeux olympiques, ». 